# Alessia Reato
Alessia Reato (L'Aquila, 14 giugno 1990) è una conduttrice televisiva, showgirl ed ex modella italiana.

## Biografia
Figlia dell'imprenditore Marco Reato, frequenta il liceo classico e si iscrive poi alla Facoltà di Scienze politiche dell'Università degli Studi di Milano. Debutta nel mondo dello spettacolo partecipando (insieme a Romina Carancini) alle stagioni 2009-2010 e 2010-2011 del programma domenicale di Rai 2 Quelli che il calcio e... nel ruolo di schedina. Nella primavera 2010 ha partecipato come guest star alla settima edizione de L'isola dei famosi in onda su Rai 2 in prima serata con la conduzione di Simona Ventura: in questo periodo ha recitato nella seconda serie della fiction di Rai 2 Crimini.
Ha preso parte all'edizione autunnale del 2011 del quiz di Rai 1 Soliti ignoti - Identità nascoste. Nel dicembre 2011 è stata una delle modelle e testimonial del Calendario delle Studentesse per il 2012. Ha poi partecipato all'edizione 2012 del programma estivo di Canale 5 Veline condotto da Ezio Greggio, programma in cui ha vinto la gara finale diventando così la nuova velina mora dell'edizione 2012-2013 di Striscia la notizia (dal 24 settembre 2012 al 15 giugno 2013 e quindi della connessa versione festiva Striscia la Domenica dal 30 settembre 2012 al 9 giugno 2013) insieme alla bionda Giulia Calcaterra.
Nella primavera 2014 ha debuttato come conduttrice perché ha presentato, insieme ad Alessia Ventura, il programma di Rete 4 Blu Beach Paradyse Story; in quel periodo, oltre a quanto detto, le due citate hanno lavorato insieme anche come modelle e testimonial delle borse e dei bikini realizzati dalla casa di moda Yamamay in collaborazione con il marchio Carpisa. Dal 2014 è anche testimonial H3G S.p.A., la nota società italiana di telecomunicazioni, più comunemente conosciuta come 3.
Nell'estate 2015 conduce (insieme al Gabibbo, Vittorio Brumotti e Valeria Graci) il programma estivo di Canale 5 Paperissima Sprint, dopo esser tornata a lavorare con Antonio Ricci nel ruolo di inviata speciale di Striscia la notizia nella stagione 2014/2015. Nell'autunno 2015 conduce, insieme a Maria Bolignano,  un nuovo varietà diretto da Sergio Colabona, Il boss dei comici, in onda in prima serata su LA7, ma lo show verrà chiuso dopo appena due puntate di messa in onda. Nella primavera 2016 partecipa, in qualità di concorrente, all'undicesima edizione de L'isola dei famosi in onda su Canale 5 in prima serata con la conduzione di Alessia Marcuzzi, venendo eliminata nel corso della semifinale, dopo esser stata per due settimane su Playa Soledad, lontana dagli altri concorrenti.
Dal 12 luglio al 23 agosto 2016 torna su La7 per affiancare Andrea Scanzi nel primo talk-show sul calcio della settima rete: Futbol. Nell'autunno 2017, debutta anche come conduttrice radiofonica su Radio Zeta, nel programma pomeridiano Zeta, in onda tutte le sere dalle 20 alle 22. Nel 2018 è la co protagonista del cortometraggio Ninì, con Cristina Donadio e Tommaso Sacco. Nel 2020 si trasferisce a Los Angeles e nel marzo 2021 porta a teatro Becoming Anna, uno show scritto ed interpretato da lei, basato sulla storia dell'attrice italiana Anna Magnani. A giugno 2021 interpreta Olivia in Twelfth Night by William Shakespeare, show diretto da Miguel Perez. Nella primavera 2022 interpreta il ruolo di Emilia nel lungometraggio Cherry Raisins.

## Televisione
- Quelli che il calcio e... (Rai 2, 2009-2011) Schedina
- L'isola dei famosi 7 (Rai 2, 2010) Guest star
- Veline (Canale 5, 2012) Concorrente
- Striscia la notizia (Canale 5, 2012-2013; 2014-2015) Velina e inviata
- Blu Beach Paradise Story (Rete 4, 2014) Conduttrice
- Paperissima Sprint (Canale 5, 2015) Conduttrice
- Il boss dei comici (LA7, 2015) Conduttrice
- L'isola dei famosi 11 (Canale 5, 2016) Concorrente
- TuttiGiorni's Got Talent (TV8, 2016)
- Futbol (LA7, 2016) Conduttrice

## Radio
- AperiZeta (Radio Zeta, 2017-2018)

## Filmografia

### Cinema
- Suspicious Lea, regia di Nancy Bellany (2023)

### Serie TV
- Crimini – serie TV (2010)

### Cortometraggi
- Ninì, regia di Tullio Imperatore (2020)
- Sara is dead, regia di Sonal Shah (2021)